# Morbio Superiore

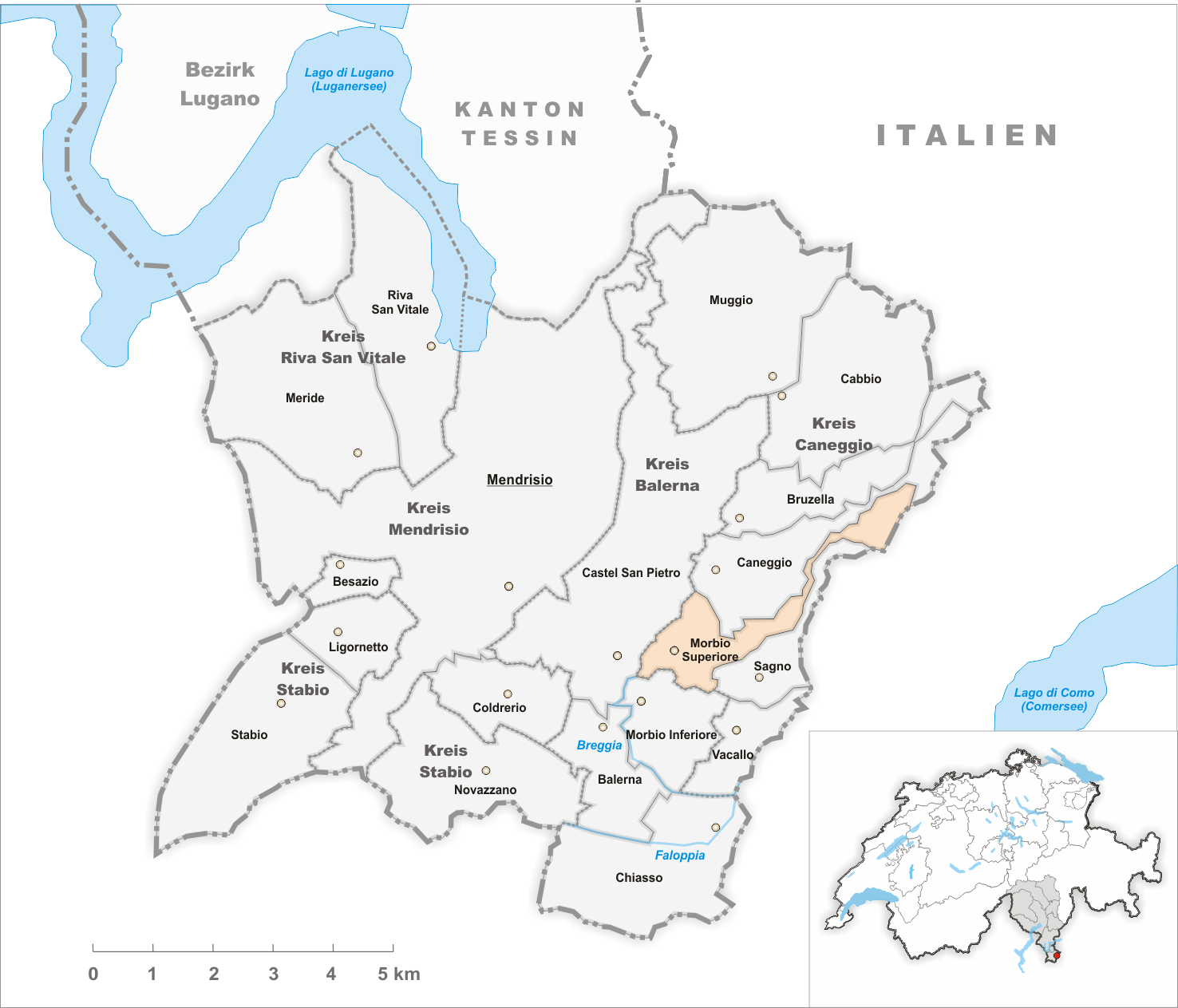
Gemeindestand vor der Fusion am 24. Oktober 2009

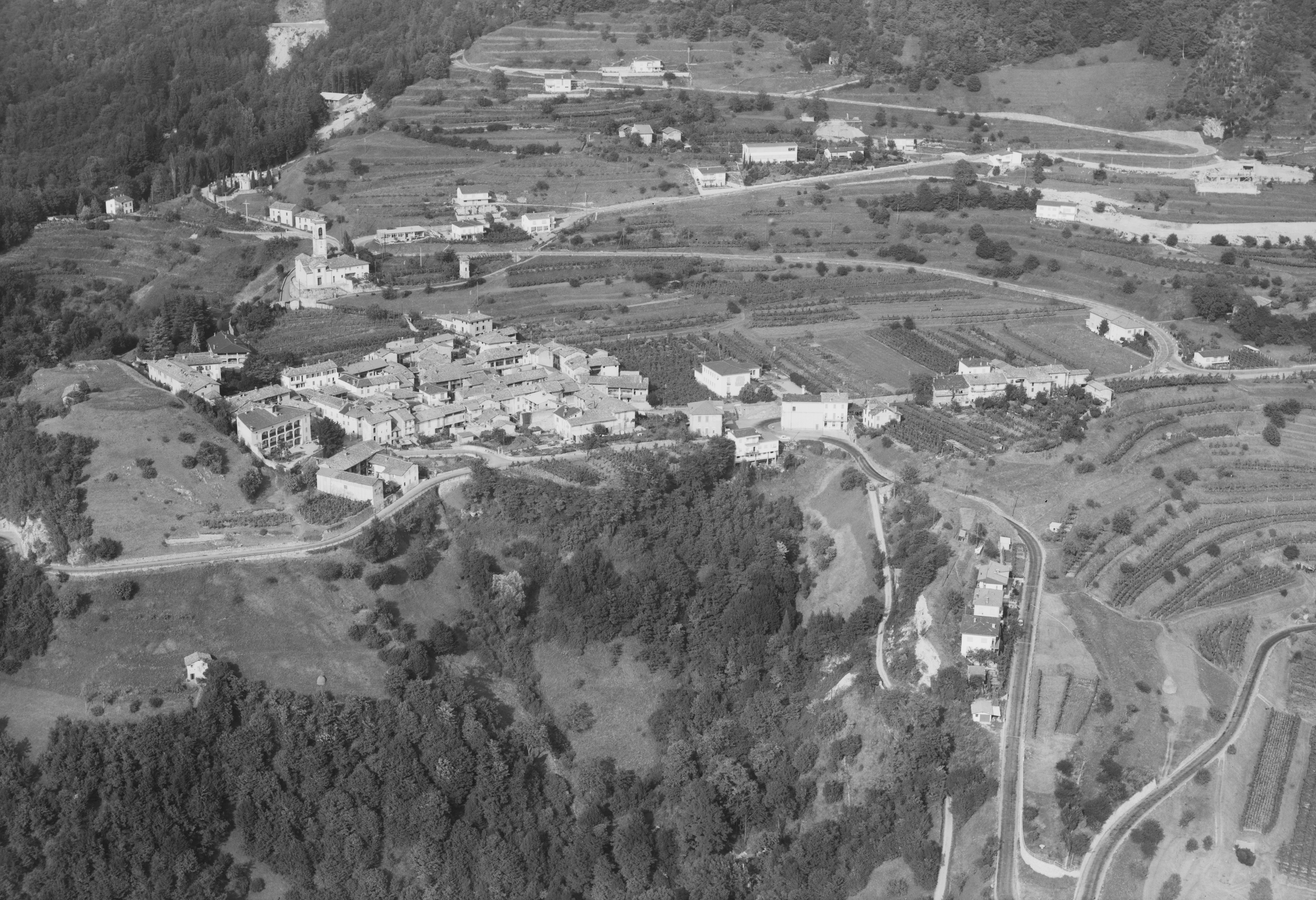
Luftbild (1964)

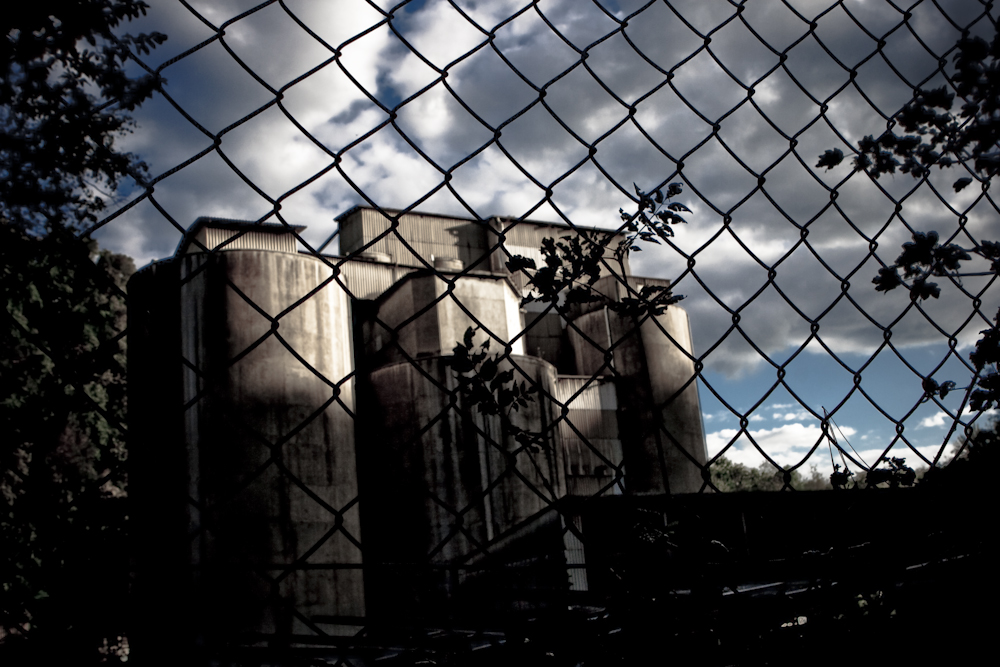
Ehemaliges Zementwerk Saceba

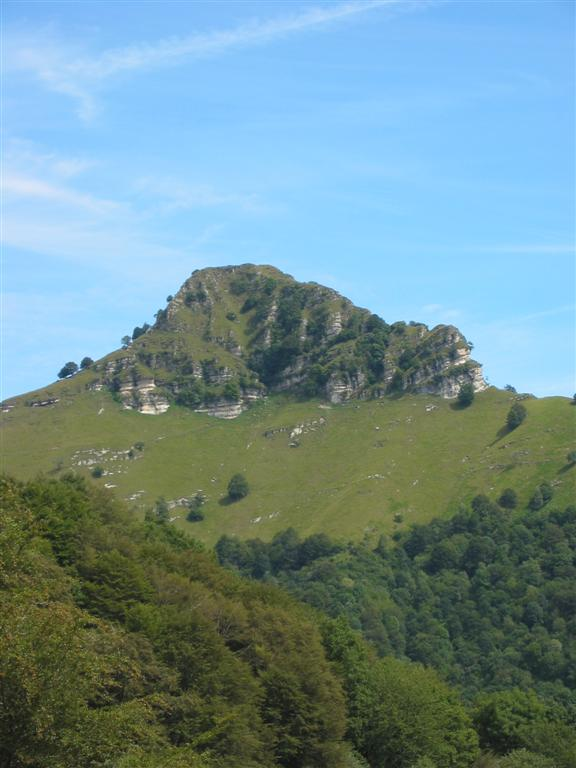
Berg Sasso Gordona

Morbio Superiore war eine politische Gemeinde im Kreis Caneggio im Bezirk Mendrisio des Kantons Tessin in der Schweiz.

## Geographie
Der historische Ortskern liegt auf einem leicht ansteigenden Hang, etwa 450 m ü. M. Er wird von alten Tessiner Bürgerhäusern, Höfen und einigen Villen sowie den zwei Kirchen San Giovanni und Chiesa Sant’Anna gebildet. Letztere ist durch ihre Fresken aus der späten Barockzeit bekannt. In der Umgebung liegen einige Weinberge. An der Strasse nach Muggio ist in letzter Zeit ein Neubauviertel entstanden. Im Ort gibt es einen Kindergarten und eine Bibliothek. Die Schule müssen die Kinder im Nachbardorf Morbio Inferiore besuchen, auch der nächstgelegene Lebensmittelladen ist dort.
Auf dem Gebiet von Morbio Superiore liegt eine geologische Grabungsstelle mit fossilen Funden und freigelegten Erdschichten, die auch für Besucher zugänglich ist.

## Geschichte
Eine erste Erwähnung findet das Dorf im Jahre 1116 unter dem damaligen Namen Morbio de Supra, eine Gemeinde, die ursprünglich zu Balerna gehörte. 1591 bildete sie zusammen mit Sagno eine Unterpfarrei; dieses Dorf trennte sich 1802 davon.
Am 20. April 2008 wurde der Zusammenschluss der Gemeinden Bruzella, Cabbio, Caneggio, Morbio Superiore, Muggio und Sagno zur Gemeinde Breggia angekündigt. Die Gemeinde Muggio lehnte diese Fusion ab. Vom Grossen Rat des Kantons Tessin wurde jedoch eine Verfügung erlassen, weshalb Muggio beim Bundesgericht eine Beschwerde einreichte. Nach der Niederlage vor dem Bundesgericht fand die Fusion am 25. Oktober 2009 statt. Morbio Superiore bildet aber nach wie vor eine eigenständige Bürgergemeinde.

## Bevölkerung
Einwohnerzahlen: Volkszählungsdaten

## Sehenswürdigkeiten
- Pfarrkirche San Giovanni Evangelista und Beinhaus[4]
- Einfamilienhaus, Architekt: Mario Botta[4]
- Naturpark Gole della Breggia

## Sport
- Football Club Superiore 72[5]

## Persönlichkeiten
- Andrea Pozzi (* um 1510 in Morbio Superiore; † nach 1575 ebenda), Priester, Plebano für das Muggiotal[6]
- Pietro Pozzi (* um 1785 in Morbio Superiore; † nach 1844 ebenda), Militär, Oberstkommandant der tessinischen Sicherheitskompagnie, Politiker, Tessiner Grossrat, Mitglied des Kantonsgerichts[7]
- Giuseppe Natale Ceppi (* 1821 in Morbio Superiore; † 1901 ebenda), Präsident der Ortsbürgergemeinde von Morbio Superiore[8]
- Pietro, Giovanni, Ermenegildo und Giacomo Ceppi (* 1849, 1852, 1864, 1866 in Morbio Superiore), Söhne von Giuseppe Natale, sie emigrierten nach Santiago de Chile und waren dort Baumeister, Architekten und Marmorunternehmer[9]
- Rolf Brem (1926–2014), Bildhauer, Zeichner, Grafiker mit Atelier in Morbio Superiore